# Doug Davidson
Pour les articles homonymes, voir Davidson.
Douglas Donald Davidson, plus connu sous le nom de Doug Davidson, né le 24 octobre 1954 à Glendale (Californie), est un acteur américain, connu pour tenir le rôle de Paul Williams dans le soap opera les Feux de l'amour.

## Biographie
Il est marié avec Cindy Fisher depuis le 27 mai 1984, il a deux enfants, Calyssa et Caden.

## Filmographie

### Cinéma
- 1977 : Fraternity Row : Collin
- 1994 : Mr. Write : Roger
- 1999 : Dreaming of Joseph Lees : Saxophoniste

### Télévision
- 1978 : The Initiation of Sarah : Tommy (téléfilm)
- 1980-1984, 1986-2020 : Les Feux de l'amour : Paul Williams
- 1987 : À nous deux, Manhattan : Mannequin (série)
- 1995 : Diagnostic : Meurtre : Lui-même (saison 2, épisode 21)
- 1997 : L.A. Johns : Rôle inconnu (téléfilm)